# Большой потенциал
«Большой потенциал» (англ. High Potential) — драматический телесериал, созданный Дрю Годдардом для ABC. Американская адаптация французского телесериала HPI (2021). Премьера сериала состоялась 17 сентября 2024 года. 21 января 2025 года телеканал ABC продлил телесериал на второй сезон.

## Сюжет
Главная героиня сериала Морган Гиллори, мать-одиночка с тремя детьми, которая работает уборщицей в полицейском управлении Лос-Анджелеса. Она также обладает высоким интеллектуальным потенциалом, её IQ равен 160. После удачного раскрытия дела с помощью своего нестандартного склада ума, она становится консультантом отдела по расследованию особо тяжких преступлений полиции Лос-Анджелеса.

## В ролях
- Кейтлин Олсон — Морган Гиллори[1], мать-одиночка с коэффициентом интеллекта 160 и широкой эрудицией
- Дэниэл Санжата — Адам Карадек[1], детектив, который скептически относится к тому, что Морган может быть полезна полиции Лос-Анджелеса, но становится ее главным помощником
- Джависия Лесли — Дафна Форестер[1], напарница Карадека
- Дениз Акдениз — Лев «Оз» Осман[1], следователь по особо важным делам
- Амира Джей — Ава[1], непослушная дочь-подросток Морган и единоутробная сестра Эллиота, чей отец, Роман, исчез за 15 лет до начала сериала
- Мэттью Лэмб — Эллиот[1], сын Морган от её второго бывшего мужа Людо
- Джуди Рейес — Селена Сото[1], глава отдела особо тяжких преступлений полиции Лос-Анджелеса, где Морган работает консультантом
- Гаррет Диллахант — лейтенант Мелон[4], начальник отдела ограблений и убийств полиции Лос-Анджелеса

## Производство
20 сентября 2022 года телеканал ABC заказал съёмку пилотной серии проекта «Большой потенциал». Автором сценария выступил Дрю Годдард. 16 мая 2023 года руководство телеканала одобрило выпуск первого сезона. Годдард выступил исполнительным продюсером проекта, наряду с Сарой Эсберг, Робом Томасом, Дэном Этериджем, Пьером Ложье, Энтони Ланкре, Жаном Найншриком и Алетеей Джонс. Последний также выступил режиссером пилотного эпизода. В создании сериала были задействованы компании Goddard Textiles, Spondoolie Productions, Itinéraire Productions, Septembre Productions и ABC Signature. Первоначально шоураннером проекта был назначен Роб Томас, однако затем его место занял Тодд Хартан, который также стал одним из продюсеров. «Большой потенциал» — последний сериал ABC Signature перед тем, как подразделение было объединено в 20th Television 1 октября 2024 года.
После объявления о начале съемок сериала на главные роли были приглашены Олсон, Дэниел Сунджата, Джавиция Лесли, Дениз Акдениз, Амира Джей, Мэттью Лэмб и Джуди Рейес. 1 июля 2024 года к актерскому составу присоединился Гаррет Диллахант, а 21 августа — Таран Киллам.

## Отзывы критиков
Рейтинг сериала на сайте Rotten Tomatoes составляет 96 % со средней оценкой 7.3/10 на основе 23 обзоров. Консенсус критиков гласит: «Благодаря непревзойденной Кейтлин Олсон, которая привносит толику колкой индивидуальности в привычную формулу, „Большой потенциал“ превращается в крепкий процедурал с большим количеством положительных сторон». Оценка проекта на сайте Metacritic составляет 70 баллов из 100 на основе 13 рецензий, что приравнивается к «в целом положительному» статусу. Роль Олсон получила высокие оценки от таких изданий, как Variety и The Hollywood Reporter, последнее назвало её «единственной веской причиной посмотреть [шоу]».